# Terebletsche
Terebletsche (ukrainisch Тереблече; russisch Тереблечье Terebletschje rumänisch Tereblea, Tereblişte, bis 1918 unter österreichischer Verwaltung Tereblestie, 1946–1995 Porubne, kyrillisch Порубне) ist ein Dorf in der Oblast Tscherniwzi der westlichen Ukraine. Es befindet sich im Rajon Tscherniwzi nördlich der ukrainisch-rumänischen Grenze, die meisten etwa 2800 Einwohner sind rumänischer Abstammung.

## Lage
Terebletsche liegt in der Nordbukowina, dem ukrainischen Teil der historischen Landschaft Bukowina. Das Dorf liegt im Süden der Oblast in einer Ebene, am linken Ufer des Flusses Sereth.

## Verwaltungsgliederung
Am 4. August 2016 wurde das Dorf zum Zentrum der neu gegründeten Landgemeinde Terebletsche (Тереблеченська сільська громада/Terebletschenska silska hromada). Zu dieser zählten auch die 3 in der untenstehenden Tabelle aufgelistetenen Dörfer; bis dahin bildete es zusammen mit dem Dorf Horbiwzi (Горбівці) die Landratsgemeinde Terebletsche (Тереблеченська сільська рада/Terebletschenska silska rada) im Rajon Hlyboka.
Am 12. Juni 2020 kam noch das Dorf Bukiwka aus dem Rajon Herza zur Landgemeinde hinzu.
Seit dem 17. Juli 2020 ist der Ort ein Teil des Rajons Tscherniwzi.
Folgende Orte sind neben dem Hauptort Terebletsche Teil der Gemeinde:
| Name                     | Name           | Name                                | Name            | Name        |
| ukrainisch transkribiert | ukrainisch     | russisch                            | rumänisch       | deutsch     |
| ------------------------ | -------------- | ----------------------------------- | --------------- | ----------- |
| Bukiwka                  | Буківка        | Буковка (Bukowka)                   | Poieni          | Pojeni      |
| Horbiwzi                 | Горбівці       | Горбовцы (Gorbowzy)                 | Gărbăuti        | Gerboutz    |
| Nyschni Syniwzi          | Нижні Синівці  | Нижние Синовцы (Nischnije Sinowzy)  | Sinăuţi         | –           |
| Werchni Syniwzi          | Верхні Синівці | Верхние Синовцы (Werchnije Sinowzy) | Sinăuţii de Sus | Obersynoutz |

## Geschichte
Tereblestie, im Jahre 1446 erstmals urkundlich erwähnt, war seit seiner Gründung (resultierend aus den verheerenden Mongolensturm von 1241) Teil der historischen Region der Bukowina. Der Ortsname ist wahrscheinlich tatarischen oder türkischen Ursprungs (Vgl. Turksprachen im Osmanischen Reich). Die Siedlung durchlief eine multiethnische Entwicklung.
Tereblestie gehörte bis Januar 1775 zum nördlichen Teil des osmanischen Vasallen-Fürstentum Moldau. Diese Region wurde während des Russisch-Osmanischen Krieges von 1768–1774 im Jahr 1769 durch das Russische Kaiserreich erobert und 1774 durch die Habsburgermonarchie militärisch besetzt. Aufgrund ihrer neutralen Haltung erhielt die Habsburgermonarchie am 7. Mai 1775 im Frieden von Küçük Kaynarca die im Vertrag erstmals als Bukowina (dt. Buchenland) angesprochene Region. Nach dieser Annexion stand die moldauischen Ortschaft Tereblestie bis 1786 unter Militärverwaltung, diese wurde jedoch 1. November 1786 aufgehoben und die Bukowina als ein eigner Kreis mit dem Königreich Galizien und Lodomerien vereinigt. Ab dieser Zeit kam es zur staatlichen Ansiedlung von deutschen Kolonisten in der Bukowina, woraus sich später deutsche Wohnsiedlungen und Nebendörfer entwickelten.
So wurden in der bereits bestehenden moldauischen Ortschaft Tereblestie ab 1787 (nach anderer Quelle 1785) südwestdeutsche Ackerbauern, Viehzüchter und Handwerker, die so genannten „Schwaben“, aus der Pfalz, Baden, Württemberg, Franken und Hessen recht gut und günstig staatlich angesiedelt. Sie erhielten die Ländereien als Erbzins aus dem dort gebildeten griechisch-orthodoxen Religionsfonds, den einstigen Feldern und Wäldern der griechisch-orthodoxen Kirche und Klöster, die jetzt unter österreichischer staatlicher Verwaltung standen. Ein Umstand, der ihnen den Spottnamen „Erbzinsler“ einbrachte. Sie waren die zweite deutsche Einwanderungsgruppe nach den Altösterreichern. Später folgten Siebenbürger Sachsen, Zipserdeutsche, Deutschböhmen und Bayern. Wirtschaftliche Not und Überbevölkerung in den Heimatgebieten bewogen sie zur Auswanderung. Aufgrund der Kriegsunruhen von 1788 konnte die staatliche Ansiedlung erst Ende September 1789 abgeschlossen werden.
Bis 1810 ist Tereblestie ein Verband aus rumänischer Gemeinde und deutscher Siedlung. In einem vom 3. Juni 1820 datierten Protokoll wurden neben dem Hauptort Tereblestie bereits die Ansiedlungen Deutsch-Tereblestie und Rumänisch-Tereblestie verzeichnet. Im Jahr 1866 wurden die selbstständigen Gemeinden Tereblestie und Deutsch-Tereblestie zu einer Ortsgemeinde wiedervereinigt, ein Beschluss der 1872 mittels Petition im Haus der Abgeordneten aufgehoben wurde.
Die deutschen Kolonisten errichteten und unterhielten eine evangelische Privatschule. Das erste Schulhaus wurde 1796, die Evangelische Kirche 1866 gebaut.
Der Bukowina wurde am 14. März 1849 die Eigenschaft eines autonomen Kronlandes mit dem Titel eines Herzogtums zugesprochen (Vgl. Herzogtum Bukowina). Tereblestie war ab 1850 dem Gerichtsbezirk Sereth unterstellt und ab 1868, im Zuge der Trennung der politischen von der judikativen Verwaltung, dem Bezirk Sereth. Dieser verzeichnet bei einer Volkszählung am 31. Dezember 1900 unter den 1242 Einwohners Tereblestie 263 Deutsche, in Deutsch-Tereblestie unter den 1312 Einwohnern 113 Deutsche und in Rumänisch-Tereblestie unter den 3032 Einwohnern 170 Deutsche.
Nach dem Ausgang des Ersten Weltkrieges und der Auflösung der Österreichisch-Ungarischen Monarchie wurde am 27. November 1918 die Bukowina mit dem Königreich Rumänien vereinigt. Die in Tereblecea (mit Prisaca, ehemals Rumänisch-Tereblestie) und Tereblecea Nouă (ehemals Deutsch-Tereblestie) umbenannte Gemeinden wurden der Plasa Siretului im Județul Rădăuți (Kreis Radautz) in der Region Moldau zugeordnet.
Im Zuge der durch den Hitler-Stalin-Pakt ermöglichten Annexion der Nordbukowina am 28. Juni 1940 wurde der Ort sowjetisch besetzt, was eine Umsiedlung aller Volksdeutschen (Buchenland-Deutsche) in das Deutsche Reich nötig machte („Heim ins Reich“). Diese erfolgte in der Zeit vom 9. September bis zum 15. November 1940. Für den Ortsbereich Tereblestie betrug die Zahl der Umsiedler 1610 Personen samt deren Rinder und Pferde. Sie wurden zunächst in den Umsiedlungslagern Kattowitz, Hindenburg und Pleas untergebracht. Im Zuge des Russlandfeldzuges (ab Juni 1941) besetzte die Wehrmacht die Gegend. Die Rumänische Armee ermordete daraufhin in Tereblecea 16 Juden. Nach einer Phase der Zugehörigkeit zu Rumänien von 1941 bis 1944 war Tereblecea ab Frühling 1944 wieder sowjetisch besetzt und kam 1945 unter der Verwaltung der Ukrainischen Sozialistischen Sowjetrepublik. Am 7. September 1946 legten die sowjetischen Behörden die Dörfer unter dem Ortsnamen Porubna zusammen.
Mit der Erklärung der Unabhängigkeit der Ukraine von der Sowjetunion durch die Werchowna Rada, das Parlament der Ukraine, wurde Porubna am 24. August 1991 ukrainisch und mit dem Parlamentsbeschluss Nr. 133 vom 2. März 1995 in Terebletsche rückbenannt.

## Verkehr

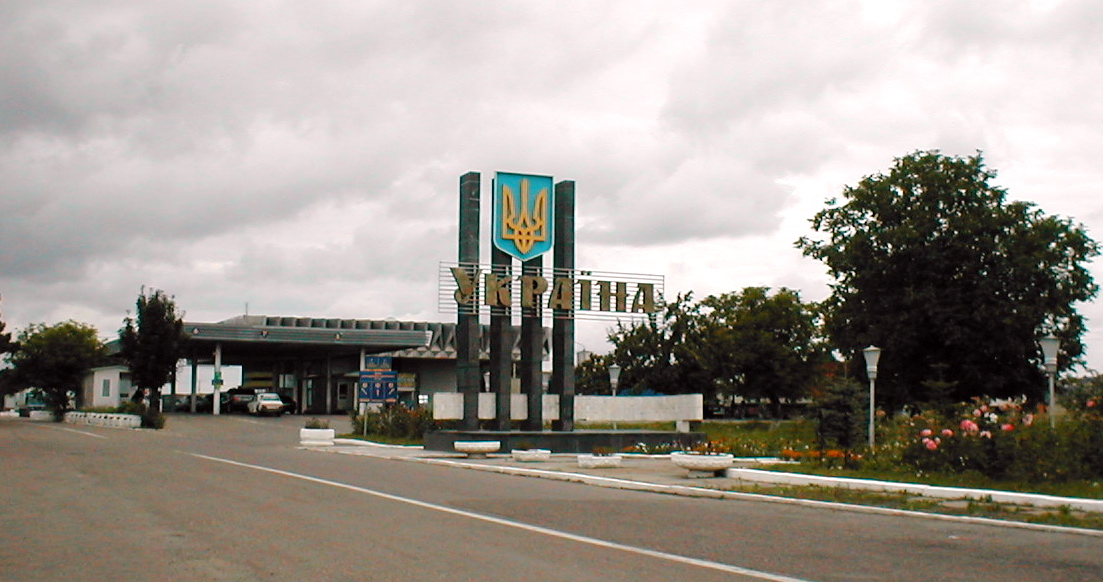
Grenzübergang Porubna-Siret

Terebletsche liegt an der Europastraße 85 und ist als Zoll- und Grenzübergangsstation Porubna-Siret zu Rumänien von Bedeutung für den Straßenverkehr.

## Persönlichkeiten
- Iwo Bobul (Іво Бобул; * 17. Juni 1953), Sänger (Tenor), Komponist und Volkskünstler der Ukraine
- Eugene Botezatu (Євген Ботезат; 1871–1964), Doktor der Biologie und Philosophie, Professor, korrespondierendes Mitglied der Rumänischen Akademie der Wissenschaften, korrespondierendes Mitglied der Pariser Société de biologie, Rektor der Franz-Josephs-Universität Czernowitz (1922–1923).
- Martin Gerber (1914–1991), Jurist, Erster Landesbeamter im Landkreis Biberach, Wegbereiter des Oberschwäbischen Museumsdorf Kürnbach, Vorsitzender des Biberacher Kunst- und Altertumsverein, Träger des Bundesverdienstkreuzes (1979).[12]